# Hapi (syn Hora)

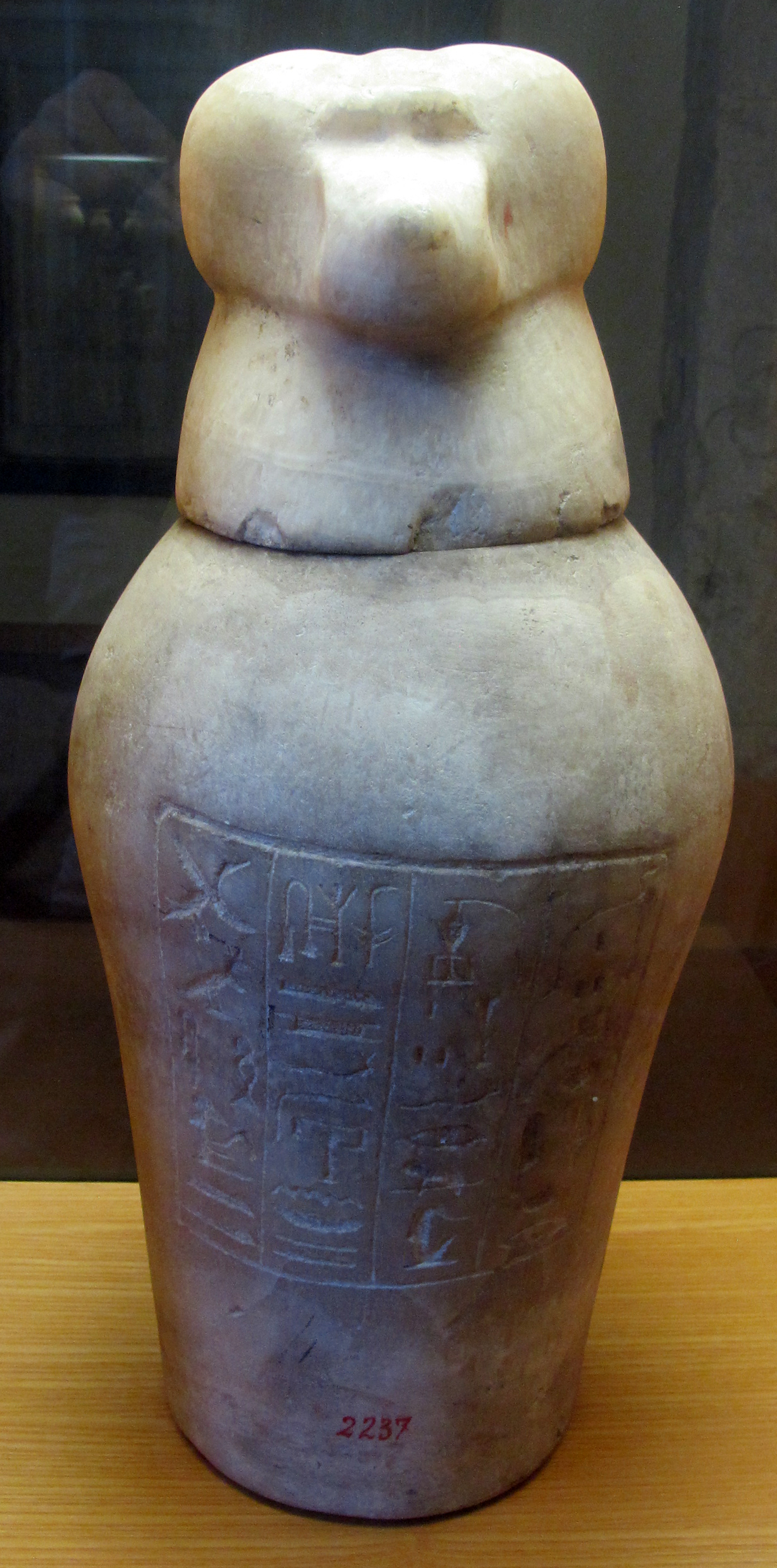
Kanopa s hlavou Hapiho

Hapi je staroegyptský pohřební bůh, jeden z tzv. čtyř synů Horových. Je bohem spojovaným s jednou ze světových stran – severem, se severním větrem a také s ochranou těla zemřelého – jeho plic vyjímaných při balzamovacích obřadech a ukládaných do kanopy s uzávěrem v podobě hlavy Hapiho. Původně byl zobrazován jako muž, v době Nové říše dostal podobu paviána. I po této proměně ovšem někdy může mít i zcela lidskou podobu.